# Hein Retter
Hein Retter (* 14. September 1937 in Berlin; † 13. Februar 2022) war ein deutscher Erziehungswissenschaftler und Professor für Allgemeine Pädagogik.

## Leben und Wirken
Hein Retter studierte Pädagogik, Psychologie und Philosophie an den Universitäten und Pädagogischen Hochschulen in Bamberg und Würzburg. Hier schloss er 1964 sein Studium mit der 1. Lehramtsprüfung für Volksschulen und Diplom in Psychologie ab. Zu den akademischen Lehrern zählten in Erziehungswissenschaft Wolfgang Brezinka und Hans Mieskes, in Psychologie Wilhelm Arnold und Ferdinand Merz, in Philosophie Hans-Eduard Hengstenberg, Hans Wagner und Odo Marquard. Anschließend war er wissenschaftlicher Assistent bei Mieskes am Erziehungswissenschaftlichen Seminar und Institut für Pädagogische Forschung der Universität Gießen. Dort bestand sein wissenschaftlicher Auftrag darin, „über die Situation der Pädagogischen Psychologie in der SBZ/DDR zu arbeiten und außerdem empirische Spielzeugforschung zu betreiben“. Vier Jahre später promovierte er bei Mieskes über die „Pädagogik Oswald Krohs“. 1970 wurde Hein Retter Dozent für Allgemeine Pädagogik an der Pädagogischen Hochschule Schwäbisch Gmünd und zwei Jahre später zum außerordentlichen Professor ernannt. 1975 folgte er dem Ruf auf den Lehrstuhl für Allgemeine Pädagogik an der Pädagogischen Hochschule Niedersachsen, Abteilung Braunschweig. Auf Grund der Niedersächsischen Hochschulreform wurde der Dienstort ab 1978 die Technische Universität Braunschweig, Erziehungswissenschaftlicher Fachbereich (heute Fakultät für Geistes- und Erziehungswissenschaften), die die Pädagogische Hochschule integrierte. Hier wurde er zum 1. April 2004 emeritiert. 
Hein Retter war Gutachter für den Ausschuss „Eingangsstufe“ des „Deutschen Bildungsrats“. Schwerpunkte seiner umfangreichen wissenschaftlichen Forschungen waren u. a.: Peter Petersen und der Jena-Plan, Reformpädagogik, Bildung, Schule, Schulreform, Spiel und Spielmittel. Für sein Buch Spielzeug. Handbuch zur Geschichte und Pädagogik der Spielmittel erhielt Hein Retter 1981 den wissenschaftlichen Sonderpreis der Arbeitsgemeinschaft Spielzeug (Bamberg). Zuletzt widmete er sich den Themen American Philosophy, Bildung und Gerechtigkeit sowie Pädagogik und Religion.

## Schriften
- Die Pädagogik Oswald Krohs. Oberursel 1969.
- Fahrende Schüler zu Beginn der Neuzeit. Heidenheim 1972.
- Spielzeug. Handbuch zur Geschichte und Pädagogik der Spielmittel. Weinheim 1979. Neuausgabe 1989.
- Antifernseh-Fibel. Kindererziehung ohne Fernsehen. Anstiftung zu einem fernsehfreien Familienleben. Bamberg 1981. (auch japanisch)
- Spielmittel im Erstunterricht. Weinheim 1984.
- mit Joachim Nauck und Reinhard Ohms: Orientierungsstufe – Schule zwischen den Fronten. Braunschweig 1985.
- Kinderspiel und Kindheit in Ost und West. Spielförderung, Spielforschung und Spielorganisation in einzelnen Praxisfelder – unter besonderer Berücksichtigung des Kindergartens. Bad Heilbrunn 1991.
- Jenaplan-Pädagogik als Chance. Bad Heilbrunn 1993.
- Theologie, Pädagogik und Religionspädagogik bei Peter Petersen. Weinheim 1995.
- Reformpädagogik zwischen Rekonstruktion, Kritik und Verständigung. Beiträge zur Pädagogik Peter Petersens. Weinheim 1996.
- Peter Petersen und der Jena Plan: Von der Weimarer Republik bis zur Nachkriegszeit. Weinheim 1996.
- Grundrichtungen pädagogischen Denkens. Eine erziehungswissenschaftliche Einführung. Bad Heilbrunn 1997.
- Oswald Kroh und der Nationalsozialismus. Rekonstruktion einer verdrängten Beziehung. Weinheim 2001.
- Studienbuch Pädagogische Kommunikation. 2. Auflage. Bad Heilbrunn 2002.
- Kommunikacja codzienna w pedagogice. Gdańsk 2005.
- Reformpädagogik und Protestantismus im Übergang zur Demokratie. Studien zur Pädagogik Peter Petersens. Frankfurt am Main 2007.
- mit Hansjörg Hohr: Gesellschaft, Religion und Ästhetik in der Erziehungsphilosophie John Deweys. Bad Heilbrunn 2009.
- Klassische Reformpädagogik im aktuellen Diskurs. Jena 2010.
- Die Universitätsschule Jena. Zufluchtsort für bedrohte Kinder im Nationalsozialismus. Jena 2010.
- Protestantische Selbstvergewisserung zwischen Theologie und Pädagogik. Münster i.W. 2011.